# Cosimo Fanzago
Cosimo Fanzago (12 octobre 1591 - 13 février 1678) est un architecte et sculpteur italien du XVIIe siècle, généralement considéré comme l'un des plus grands artistes baroques de son époque, à Naples.

## Biographie
Né à Bergame dans une famille de bronziers et d'architectes, Cosimo Fanzago vécut et travailla ensuite à Naples, où il se forma à la sculpture et à la maçonnerie, avant d'ouvrir finalement son propre atelier.
La deuxième phase du baroque napolitain commence avec l'arrivée de Cosimo Fanzago sur le chantier de la chartreuse San Martino. La chartreuse est devenue en quelque sorte un laboratoire de l'architecture et de la sculpture pour Fanzago et de nombreux autres artistes napolitains de l'époque. Au cours de sa longue carrière, Fanzago est à la fois sculpteur et architecte et crée d'importantes œuvres dans la ville. Ses capacités considérables d'architecte le portèrent à s'occuper d'innombrables bâtiments. Il commence son activité autour de 1626, lorsque son prédécesseur, Giovan Giacomo Di Conforto (it), quitte le chantier de la chartreuse. Fanzago en devient le superviseur, réalisant la décoration en sculpture de l'église principale, les sculptures du cloître avec le cimetière des moines, et d'autres œuvres de valeur. En outre, il s'intéresse également à la peinture.
Son activité devient très soutenue dans les années trente du XVIIe siècle, lorsqu'il est chargé de l'érection de l’obélisque de saint Janvier et de la restauration de l'intérieur de l'église du Gesù Nuovo, où il réalise, pour les autels, des décorations en mosaïque florentine (pierres semi-précieuses). Il est l'auteur des plans (1635) de l'église jésuite Saint-François-Xavier, appelée aujourd'hui San Ferdinando, et, la même année, de ceux de la fontaine du Sebeto. Il réaménage l'église Santa Maria degli Angeli alle Croci en 1638 avec sa façade de marbres gris et blancs, puis l'église San Giorgio Maggiore. Il réalise le maître-autel de l'église Santa Maria di Costantinopoli. Fanzago devient très demandé : il est très recherché par les familles de la haute noblesse napolitaine, qui lui confient la conception ou la rénovation de leurs résidences, comme pour le Palazzo Carafa di Maddaloni (it), le Palazzo Donn'Anna (pour les Carafa) et le Palazzo Firrao. Il bâtit, de 1650 à 1662, l'église Santa Teresa a Chiaia et son couvent annexe de carmes déchaux et sculpte une statue de Sainte Thérèse d’Avila pour la consécration du maître-autel en 1664.
Il avait eu comme élève à Bergame le peintre Viviano Codazzi. Quand celui-ci arriva à Naples en 1634, il le fit travailler sur le chantier de la Chartreuse. Codazzi devint ensuite célèbre pour ses vedute fantaisistes.
À la lumière de cette activité féconde et ininterrompue centrée à Naples, Fanzago peut être considéré comme le véritable fondateur du baroque napolitain. De plus, son architecture et sa sculpture sont complémentaires. Dans l'obélisque de saint Janvier, par exemple, il n'y a pas de distinction claire entre les éléments architecturaux et sculpturaux. La colonne, entourée de volutes, comporte des médaillons et des guirlandes de fruits. Ainsi, les autels deviennent une machine de scène englobant sculpture et architecture. Ils sont conçus non seulement pour les célébrations liturgiques, mais aussi pour diviser l'espace public, qui se termine par le chœur, réservé aux officiants. L'accès entre les deux se fait par des embrasures en marbre dans les côtés de l'autel qui se transforme de fait en un meuble sacré.
L'activité de Fanzago dépasse largement les limites de Naples, s'étendant dans tout le royaume de Naples, notamment dans les provinces de Caserte, d'Avellino, en Calabre et dans les Pouilles. Son influence se fait également sentir dans le sud du Latium et à Rome, dans la cathédrale de Palerme, et jusqu'en Espagne, royaume qui détenait alors le royaume de Naples.
Il est inhumé à l'église Santa Maria ad Ogni Bene dei Sette Dolori.